# Còsroes IV
Còsroes o Khosrow IV fou un usurpador sassànida que va governar breument el 631. Poc és conegut sobre el seu govern; es creu que va governar durant un temps de caos i anarquia a l'Imperi Sassànida al segle VII quan Pèrsia va entrar en l'edat fosca. Fou el fill de Mah-Adhur Gushnasp, que era el ministre principal sassànida durant el regnat de Artaxerxes III, i Kahar-dukht, la filla de Yazdandar, qui era el fill de Còsroes I. El seu govern sembla per coincidir amb altres pretendents com Hormisdes VI així que probablement va governar un districte o província més que tot l'Imperi. Va ser assassinat al cap d'uns quants dies de regnat.